# La Mothe-Saint-Héray
Pour les articles homonymes, voir La Mothe.
La Mothe-Saint-Héray (en poitevin La Moute-Sént-Érae) est une commune française, située dans le département des Deux-Sèvres en région Nouvelle-Aquitaine.

## Géographie
La commune de La Mothe-Saint-Héray est située dans la partie Sud-Est des Deux-Sèvres. Elle est traversée par l'ancienne route nationale n° 737 qui reliait Nanteuil à Angoulême. Elle est également située à 11 km de l'autoroute A10 (via Pamproux).
| Saint-Maixent-l'École (11 km) Sainte-Éanne (7 km) | Pamproux (6 km) Salles (3 km) Soudan (8 km)       |                                                            |
| Souvigné (8 km)                                   | La Mothe-Saint-Héray                              | - Bougon (4 km) Exoudun (3 km) Chenay (9 km) Lezay (12 km) |
|                                                   | La Couarde (8 km) Beaussais (10 km) Melle (20 km) |                                                            |

### Climat
Pour des articles plus généraux, voir Climat de la Nouvelle-Aquitaine et Climat des Deux-Sèvres.
Historiquement, la commune est exposée à un climat océanique du nord-ouest.  
En 2020, Météo-France publie une typologie des climats de la France métropolitaine dans laquelle la commune est exposée à un climat océanique et est dans la région climatique  Poitou-Charentes, caractérisée par un bon ensoleillement, particulièrement en été et des vents modérés.
Pour la période 1971-2000, la température annuelle moyenne est de 12,2 °C, avec une amplitude thermique annuelle de 15,1 °C. Le cumul annuel moyen de précipitations est de 894 mm, avec 12,8 jours de précipitations en janvier et 7,1 jours en juillet. Pour la période 1991-2020, la température moyenne annuelle observée sur la station météorologique la plus proche, située sur la commune de Saint-Maixent-l'École à 10 km à vol d'oiseau, est de 13,4 °C et le cumul annuel moyen de précipitations est de 940,4 mm,. Pour l'avenir, les paramètres climatiques de la commune estimés pour 2050 selon différents scénarios d’émission de gaz à effet de serre sont consultables sur un site dédié publié par Météo-France en novembre 2022.

## Urbanisme

### Typologie
Au 1er janvier 2024, La Mothe-Saint-Héray est catégorisée bourg rural, selon la nouvelle grille communale de densité à sept niveaux définie par l'Insee en 2022.
Elle est située hors unité urbaine et hors attraction des villes,.

### Occupation des sols
L'occupation des sols de la commune, telle qu'elle ressort de la base de données européenne d’occupation biophysique des sols Corine Land Cover (CLC), est marquée par l'importance des territoires agricoles (79,2 % en 2018), une proportion sensiblement équivalente à celle de 1990 (79,8 %). La répartition détaillée en 2018 est la suivante : 
terres arables (59,2 %), prairies (15,4 %), forêts (10,5 %), zones urbanisées (10,2 %), zones agricoles hétérogènes (4,6 %), milieux à végétation arbustive et/ou herbacée (0,1 %). L'évolution de l’occupation des sols de la commune et de ses infrastructures peut être observée sur les différentes représentations cartographiques du territoire : la carte de Cassini (XVIIIe siècle), la carte d'état-major (1820-1866) et les cartes ou photos aériennes de l'IGN pour la période actuelle (1950 à aujourd'hui).

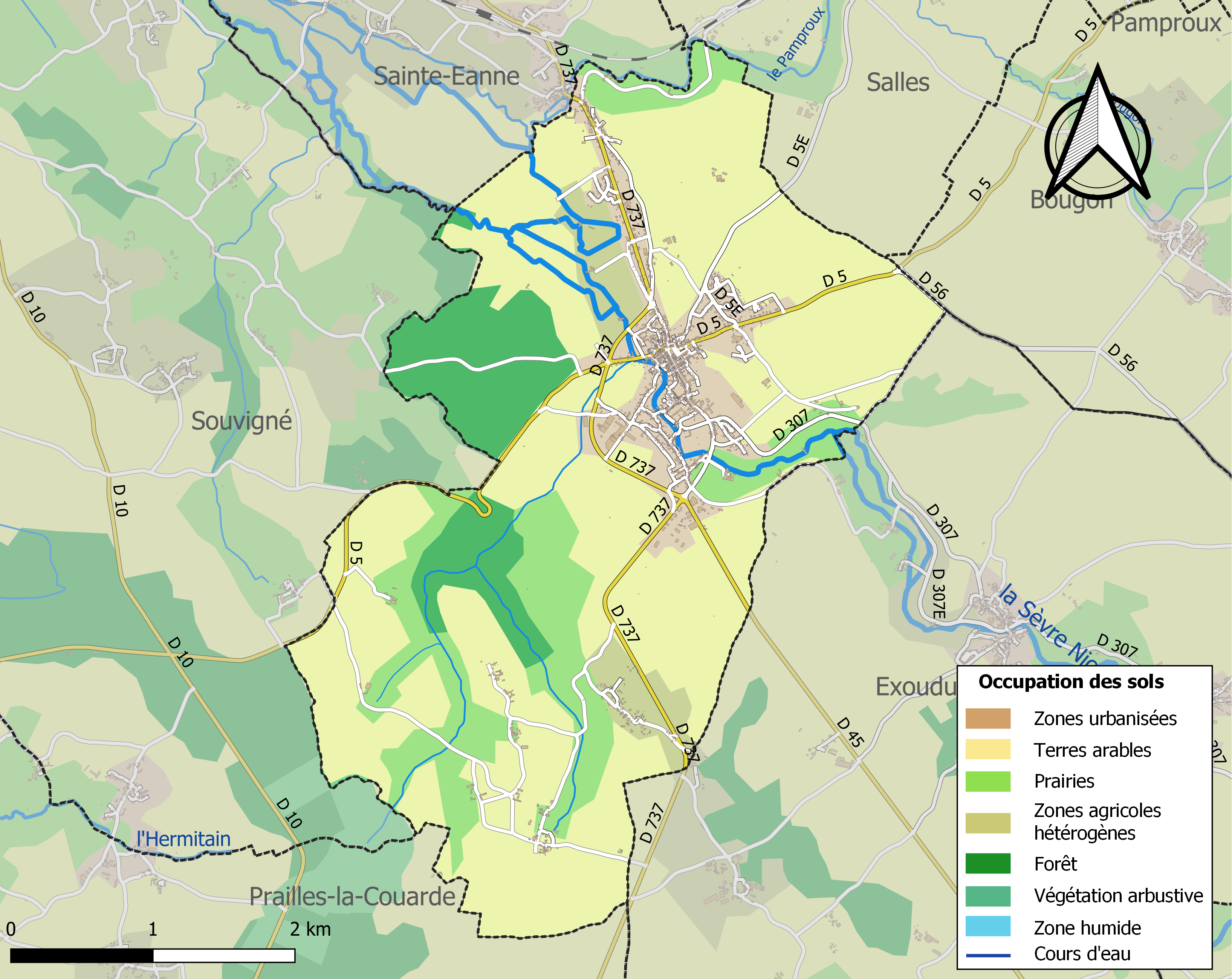
Carte des infrastructures et de l'occupation des sols de la commune en 2018 (CLC).

### Risques majeurs
Le territoire de la commune de La Mothe-Saint-Héray est vulnérable à différents aléas naturels : météorologiques (tempête, orage, neige, grand froid, canicule ou sécheresse), inondations, mouvements de terrains et séisme (sismicité modérée). Il est également exposé à un risque technologique, le transport de matières dangereuses, et à un risque particulier : le risque de radon. Un site publié par le BRGM permet d'évaluer simplement et rapidement les risques d'un bien localisé soit par son adresse soit par le numéro de sa parcelle.

#### Risques naturels
Certaines parties du territoire communal sont susceptibles d’être affectées par le risque d’inondation par débordement de cours d'eau, notamment la Sèvre Niortaise et. La commune a été reconnue en état de catastrophe naturelle au titre des dommages causés par les inondations et coulées de boue survenues en 1982, 1983, 1992, 1993, 1995, 1999 et 2010,. Le risque inondation est pris en compte dans l'aménagement du territoire de la commune par le biais du plan de prévention des risques inondation (PPRI) de la « Vallée de la Sèvre Niortaise amont », approuvé le 21 mars 2017, dont le périmètre regroupe 17 communes.

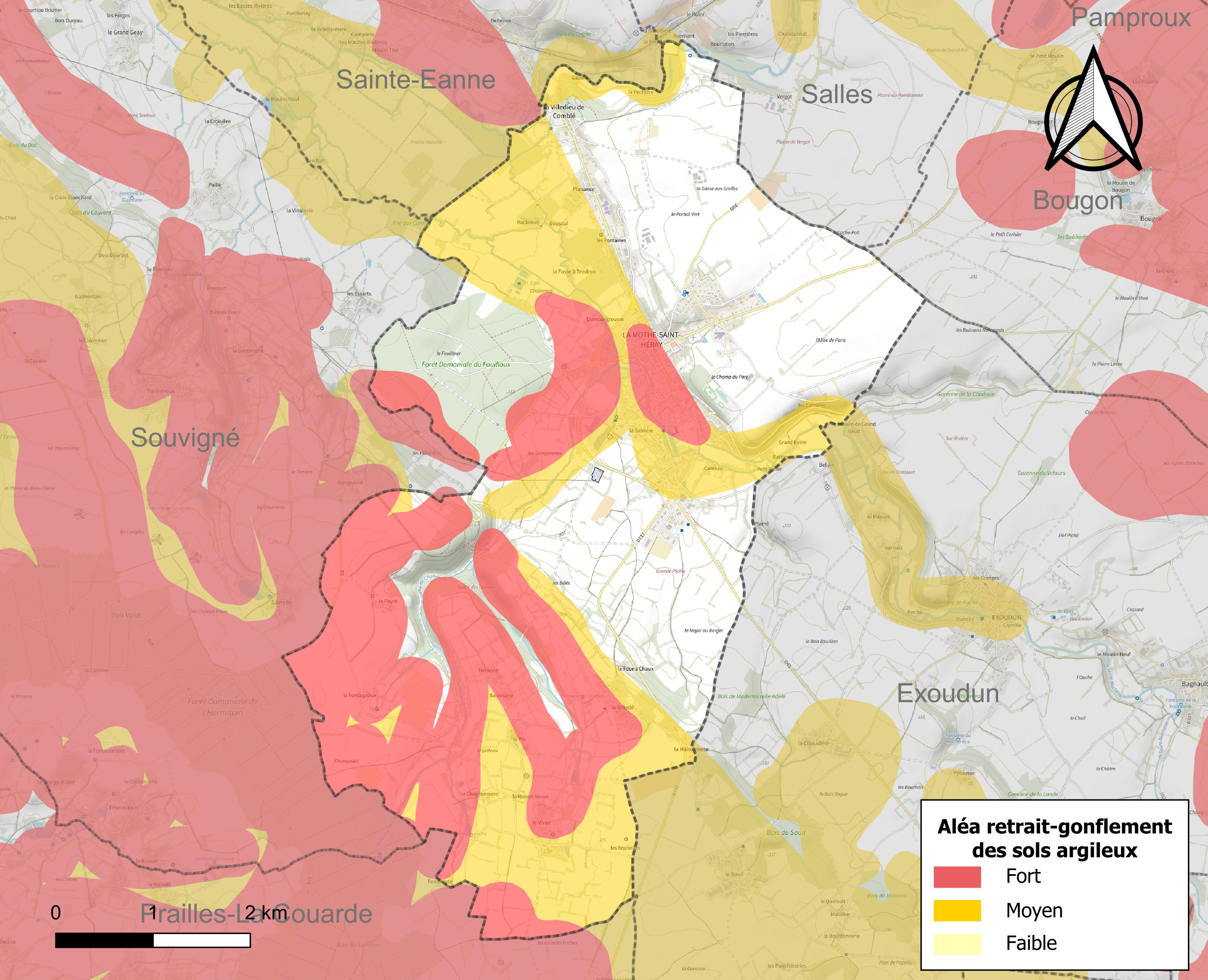
Carte des zones d'aléa retrait-gonflement des sols argileux de La Mothe-Saint-Héray.

Les mouvements de terrains susceptibles de se produire sur la commune sont des tassements différentiels. Le retrait-gonflement des sols argileux est susceptible d'engendrer des dommages importants aux bâtiments en cas d’alternance de périodes de sécheresse et de pluie. 55,1 % de la superficie communale est en aléa moyen ou fort (54,9 % au niveau départemental et 48,5 % au niveau national). Depuis le 1er octobre 2020, en application de la loi ELAN, différentes contraintes s'imposent aux vendeurs, maîtres d'ouvrages ou constructeurs de biens situés dans une zone classée en aléa moyen ou fort,.
La commune a été reconnue en état de catastrophe naturelle au titre des dommages causés par la sécheresse en 1989, 1991, 2003 et 2009 et par des mouvements de terrain en 1999 et 2010.

#### Risque particulier
Dans plusieurs parties du territoire national, le radon, accumulé dans certains logements ou autres locaux, peut constituer une source significative d’exposition de la population aux rayonnements ionisants. Selon la classification de 2018, la commune de La Mothe-Saint-Héray est classée en zone 2, à savoir zone à potentiel radon faible mais sur lesquelles des facteurs géologiques particuliers peuvent faciliter le transfert du radon vers les bâtiments.

## Toponymie
Le bourg de La Mothe-Saint-Héray est né de la fusion des villages de La Mothe et de Saint-Héray au début du XVe siècle.
Saint-Héray s'appelait auparavant Sesciac (Sisciacus 572), nom de lieu gaulois basé sur l'anthroponyme gaulois Siscius ou Sissius (Sissus sur la marque de Lezoux), suivi du suffixe de même origine -(i)acum. L'hagiotoponyme résulte d'une altération locale du nom d'Arède d'Atane (ou Aredius), abbé et saint du VIe siècle établi en Limousin où il a donné son nom à plusieurs localités sous la forme « Yrieix ».

## Histoire

### La Préhistoire
A la place de la Mothe-Saint-Héray s'étendait un ancien lac, appelé le Lac Vauclair qui occupait le territoire jusqu'à Saint-Maixent-l'École et Exoudun. Ce lac disparu progressivement jusqu'au Ve siècle.
Des indices de vie humaine préhistoriques ont été découverts à partir de 1840, après les découvertes des Tumulus de Bougon, des fouilles ont été effectuées à la Villedieu-de-Comblé et ont permis la découverte d'une sépulture Néolithique ainsi qu'un squelette. Ces fouilles mirent au jour des débris de poteries, des instruments en silex dont une pointe de flèche.

### Antiquité
De l'époque gallo-romaine, aucun monument remarquable n'a été découvert. Les seuls vestiges de cette époque sont des morceaux de tuiles et de tessons de poteries samiennes.
Mais c'est à cette époque que le petit village appelé Sesciac a commencé à se former.

### Moyen Âge
Le début du Moyen Âge est marqué, dans le village de Sesciac, par l'arrivée de Héray. Arède d'Atane ou Aredius de son nom était un homme d'église de la seconde moitié du VIe siècle. Petit-neveu de Clovis Ier, il fut un ministre du roi d'Austrasie Théodebert. Il se consacra ensuite à la religion. Lors d'un pèlerinage vers la dépouille de saint Maixent, il arriva à Sesciac et s'installa dans une maison de campagne à Canteau. Il fonda ensuite dans ce petit village un oratoire, ce qui a permis à Sesciac de se développer.
C'est au XIe siècle que le bourg prit le nom de son fondateur et devint Saint-Héray.
Le cœur du village n'était pas l'actuelle église mais un autre édifice de la rue « de la vieille église ». La Mothe est né après Sesciac, autour d'une motte médiévale érigée pour lutter contre les Vikings.
- La seigneurie de La Mothe[23],[24] appartenait aux Lusignan, notamment à la branche des comtes d'Eu, sires d'Exoudun : Raoul Ier († 1219) ; père de Raoul II ; père de Marie qui épouse Alphonse de Brienne († 1270) : d'où Jean II de Brienne d'Eu († 1294) ; père de Marguerite de Brienne († 1310) qui maria Guy II, vicomte de Thouars († 1308).

Puis vinrent leurs fils les vicomtes Hugues II et Jean de Thouars, ce dernier transmettant à son propre fils le vicomte Louis, père lui-même de Péronnelle de Thouars (vers 1330-1397) qui épousa sans postérité 1° Amaury IV de Craon (fils de Maurice VII et Marguerite de Mello ci-dessous) puis 2° Clément Tristan Rouault (grand-oncle du maréchal Joachim). 
Succéda alors le neveu de Pernelle de Thouars, Ingelger II d'Amboise († vers 1410 ; fils d'Ingelger Ier et d'Isabeau de Thouars, fille du vicomte Louis et donc sœur de ladite Pernelle de Thouars), qui vendit le 19 novembre 1401 à Jean de Torsay († ap. 1426), sire de Lezay, maître des Arbalétriers, sénéchal du Poitou.
- La seigneurie de St-Héray relevait aussi des Lusignan : ainsi Geoffroi de Jarnac († avant mars 1274), fils d'Hugues X et de la comtesse-reine Isabelle, transmit à sa fille Eustachie de Lusignan († vers 1270/1271), femme vers 1255 de Dreux III ou IV de Mello († 1310), seigneur de Saint-Bris et de Château-Chinon, et grand-mère de Marguerite de Mello qui épousa vers 1324 Maurice VII de Craon (d'où : Amaury IV ci-dessus, Isabeau de Craon, et Jeanne/Aléonor de Craon, femme de Renaud de Montbazon), avant de se remarier vers 1332 avec postérité à Jean II de Chalon d'Arlay. Isabeau de Craon apporta St-Héray à sa fille Marie de Sully et à ses gendres Guy VI de La Trémoïlle puis Charles Ier d'Albret, connétable de France, qui céda le fief audit Jean de Torsay de Lezay le 9 août 1404 contre 4 000 écus d’or à la couronne.

Ainsi furent réunis La Mothe et St-Héray, formant la baronnie érigée par Charles VIII en janvier 1487.

### Les Temps modernes et les Guerres de Religion
Par Jeanne de Torsay, fille héritière de Jean, et son 2e mari André de Beaumont-Bressuire, La Mothe-St-Héray passa aux Beaumont-Bressuire. Le fils d'André et Jeanne de Torsay, le sénéchal du Poitou et chambellan Jacques de Beaumont-Bressuire († 1492), transmit successivement à deux de ses filles : Louise, dame de Bressuire († av. 1502 ; femme sans postérité d'André de Vivonne de La Châtaigneraie), puis Philippe de Beaumont (prénom alors épicène ; † 1525), aussi dame de Bressuire, Lezay et La Haye, épouse de Pierre de Laval-Loué († 1528). Les Laval-Lezay continuèrent avec leur fils aîné Gilles Ier de Laval, qui fut le père de René de Bressuire et de Gilles II, ce dernier étant le père de Jean († 1578) et de René de Laval de Maillé.
Puis à l'époque des Guerres de religion, La Mothe-St-Héray fut échangée le 23 février 1576 avec Louis de St-Gelais de Lansac (1513-1589) et sa 2e femme Gabrielle, fille de François de Rochechouart-Mortemart. Parmi leurs enfants, Claude de St-Gelais, dame de Préci, prit pour époux Charles de Luxe, et leur fille Charlotte de Luxe maria en 1593 Louis de Montmorency-Bouteville (1560-1615) ; mais un neveu de Gabrielle, Gaspard de Mortemart, prince de Tonnay-Charente, contesta la succession, d'où un long procès réglé seulement en juin 1603.
Le 21 juin 1587, Anne de Joyeuse fait massacrer 800 huguenots dans le village (dit massacre de Saint-Éloi).
Mai 1682 : destruction du temple protestant par Louis XIV. Voir Politique anti-protestante de Louis XIV.
Le 5 février 1604, La Mothe-St-Héray fut alors cédée à Jean de Baudéan-Parabère († âgé vers 1631 ; époux en 1591 de Louise Gillier de Salles, veuve en 1588 de François Ier de Ste-Maure de Montausier), lieutenant-général du Poitou, gouverneur de Niort, qui abjura la religion réformée pour le catholicisme dans les années 1620. 
Son fils aîné, Henri de Baudéan, comte de Parabère (1593-† en janvier 1653), hérita à son décès, aussi seigneur de Pardaillan par sa femme Catherine de Pardaillan († 1660), gouverneur de Cognac puis du Poitou, lieutenant-général en Angoumois, Aunis et Saintonge, capitaine de St-Maixent, fait 1er marquis de La Mothe-St-Héray en juin 1633 par Louis XIII. 
Son fils aîné Jean, comte de Parabère et marquis de La Mothe-St-Héray (1615-1695 ; oncle paternel de César-Alexandre de Baudéan, marquis de Parabère, le mari de la fameuse Madame de Parabère), lui succéda en 1653, aussi capitaine de St-Maixent et gouverneur du Haut-Poitou, Châtelleraudais et Loudunais. Mais le 4 octobre 1683, Jean de Parabère dut vendre pour 550 000 livres le marquisat de La Mothe-St-Héray et les terres de Pardaillan en Armagnac et de Parabère en Bigorre, à la nièce maternelle de sa femme Henriette de Voisins (de Gramont) de Montault, Marie-Félice de Gourdon de Genouillac de Vaillac, et au mari de cette dernière, Gaspard Le Secq de Montaut, transcendé en 1er baron d'Armagnac et nouveau marquis de La Mothe-St-Héray. 
Gaspard Le Secq vendit à son tour le 16 novembre 1719 à Jean-Baptiste d'Artaguiette d'Iron, baron d'Aguerre, syndic général des Etats de Navarre, père de Bernard, de Pierre et de Jean-Baptiste-Martin († 1748), l'aîné et héritier, qui obtint en décembre 1723 la nouvelle érection de La Mothe-St-Héray en marquisat. 
Après Jean-Baptiste-Martin d'Artaguiette, on trouve ses deux filles cohéritières : Renée-Jeanne-Charlotte († 1763 ; x 1749 Charles-Louis de Carvoisin, † brûlé dans un accident domestique à Paris en mars 1783), et Marie-Jeanne-Victoire d'Artaguiette (x 1750 Louis-Nicolas de Pérusse des Cars, 1724-1795) ; à l'été 1752, la fille aînée et son mari le comte de Carvoisin furent reconnus seuls héritiers. Succédèrent alors en 1783 : 
- - leur fils aîné Amédée-Charles-Victor de Carvoisin († peu après son père dès juin 1783, à 33 ans), puis son frère puîné Antoine-Charles-Vincent de Carvoisin († 1837 à Paris) ; le 15 décembre 1801, ce dernier vendit la terre de La Mothe-St-Héray à un général prometteur, Murat.
  - Les trois sœurs d'Amédée-Charles-Victor et d'Antoine-Charles-Vincent de Carvoisin étaient : Charlotte-Marie-Dominique, x 1773 Marie-Mesmin du Bouex de Villemort ; Adélaïde-Jeanne-Charlotte, x 1777 Antoine Lignaud de Lussac des Roches de La Boulaye ; et Angadresme de Carvoisin dame du Plessis-Sénéchal/Circé, x 1784 Armand-Louis-François Ysoré d'Hervault de Pleumartin, de la famille de l'évêque Mathieu ; cf. Noblesse française-articles connexes.

Le bourg s'est développé grâce aux activités artisanales de traitement des peaux animales le long de la Sèvre niortaise, et grâce aux moulins. Au début du XVIIe siècle, 17 moulins à eau étaient recensés : moulins à blé, moulins à tan ou moulins à foulonnage pour la finition des draps.
La commune, comme certaines autres du département, a la particularité de posséder, en conformité avec les dispositions d'une loi impériale, deux cimetières, l'un catholique, l'autre protestant (jouxtant un nouveau cimetière « multicultes ») en plus bien sûr des nombreux cimetières privés familiaux créés dans leurs propriétés, aux XVIIIe et surtout au XIXe siècle, par les descendants de huguenots, initialement écartés, au temps des persécutions religieuses et des « dragonnades » du temps de Louis XIV, des cimetières catholiques.
En 1582, Henri de Navarre et Catherine de Médicis conviennent d'une rencontre pour tenter de mettre aux fins aux conflits entre les communautés catholique et huguenote. Cette rencontre a lieu au château médiéval de La Mothe.
Pendant la Révolution française, la Mothe-Saint-Héray a été renommé en la Mothe-Sur-Sèvre.

## Héraldique
La commune a adopté les armes de la famille de Baudéan de Parabère, aujourd'hui éteinte. Henri de Baudéan de Parabère, gouverneur du Poitou, chevalier des ordres du roi, fut créé marquis de La Mothe-Saint-Héray en 1633.
| Blason | Blasonnement : Écartelé : au 1) et au 4) d’or à l’arbre de sinople (Baudéan), au 2) et 3) d’argent aux deux ours en pied de sable (Parabère). |

## Politique et administration

### Liste des maires
| Période   | Période       | Identité     | Étiquette | Qualité |
| --------- | ------------- | ------------ | --------- | ------- |
| mars 2001 | réélu en 2008 | Alain Delage | PS        |         |

### Politique environnementale
Dans son palmarès 2024, le Conseil national de villes et villages fleuris de France a attribué deux fleurs à la commune.

## Population et société

### Démographie
À partir du XXIe siècle, les recensements réels des communes de moins de 10 000 habitants ont lieu tous les cinq ans. Pour La Mothe-Saint-Héray, cela correspond à 2005, 2010, 2015, etc. Les autres dates de « recensements » (2006, 2009, etc.) sont des estimations légales.
| 1793  | 1800  | 1806  | 1821  | 1831  | 1836  | 1841  | 1846  | 1851  |
| ----- | ----- | ----- | ----- | ----- | ----- | ----- | ----- | ----- |
| 2 180 | 2 515 | 2 522 | 2 416 | 2 673 | 2 713 | 2 653 | 2 630 | 2 594 |

| 1856  | 1861  | 1866  | 1872  | 1876  | 1881  | 1886  | 1891  | 1896  |
| ----- | ----- | ----- | ----- | ----- | ----- | ----- | ----- | ----- |
| 2 619 | 2 528 | 2 554 | 2 550 | 2 439 | 2 470 | 2 346 | 2 343 | 2 346 |

| 1901  | 1906  | 1911  | 1921  | 1926  | 1931  | 1936  | 1946  | 1954  |
| ----- | ----- | ----- | ----- | ----- | ----- | ----- | ----- | ----- |
| 2 268 | 2 227 | 2 197 | 1 935 | 1 956 | 1 989 | 1 977 | 2 052 | 2 009 |

| 1962  | 1968  | 1975  | 1982  | 1990  | 1999  | 2005  | 2006  | 2010  |
| ----- | ----- | ----- | ----- | ----- | ----- | ----- | ----- | ----- |
| 2 039 | 2 004 | 1 939 | 1 849 | 1 857 | 1 802 | 1 792 | 1 810 | 1 801 |

| 2015  | 2020  | 2022  | - | - | - | - | - | - |
| ----- | ----- | ----- | - | - | - | - | - | - |
| 1 702 | 1 665 | 1 662 | - | - | - | - | - | - |

## Patrimoine, tourisme et culture

### L'église Saint-Héray

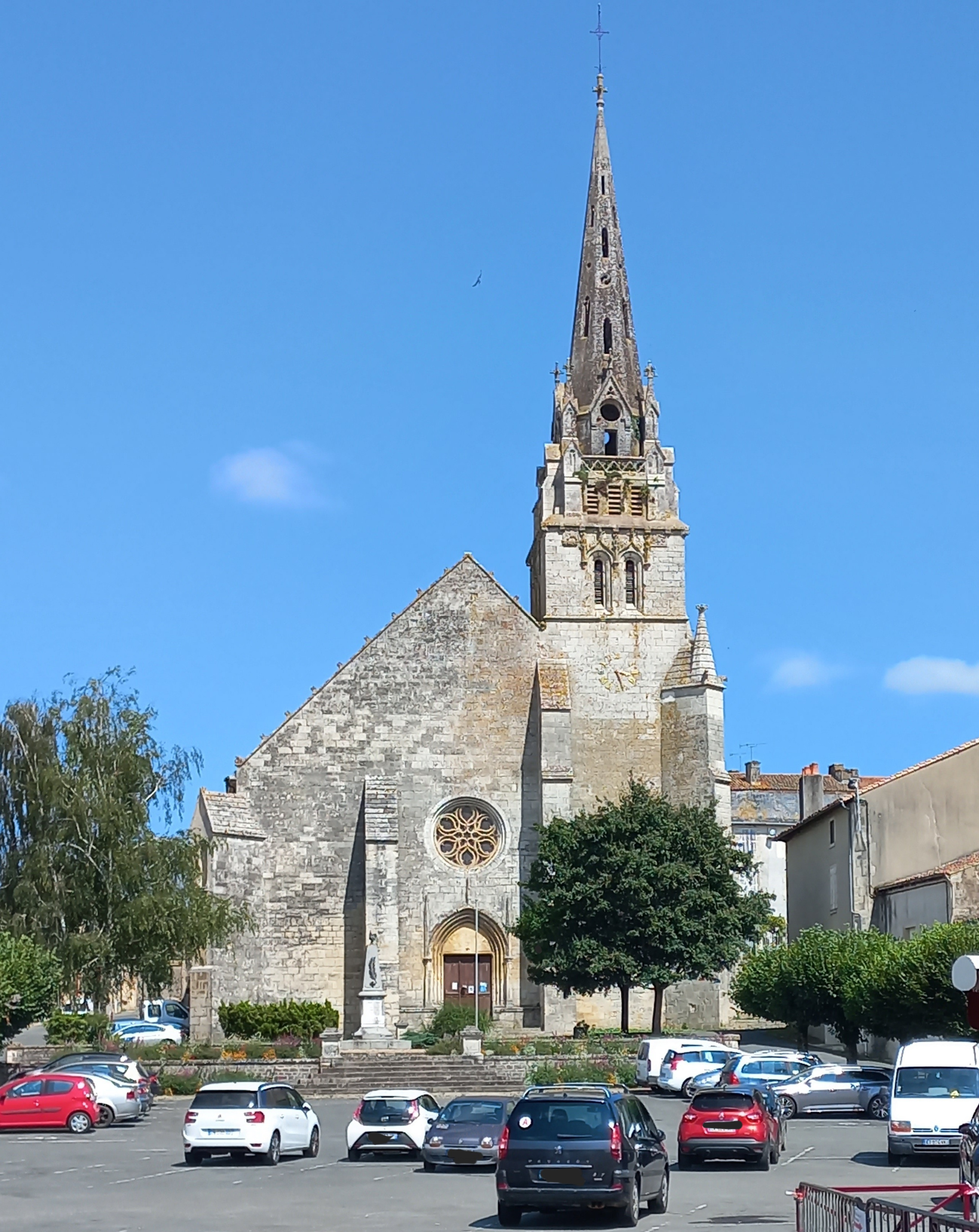
Église Saint-Héray à la Mothe-Saint-Héray.

L'église Saint-Héray fut érigée en 1498 après l'unification de la Mothe et de Saint-Héray.
Elle a été construite pendant l'époque gothique, mais elle possède des contreforts d'angles et une façade sobre, typiques du roman poitevin.
On retrouve à l'intérieur les clefs de voûte avec les armoiries des familles de seigneurs mothais qui ont contribué à son édification ainsi que la plate tombe des entrailles de Henri de Baudéan-Parabère.
L'église a été victime, lors des guerres de Religion, d'un incendie provoqué par les huguenots.
En 1646 est créé le couvent des Bénédictines de Notre-Dame de l'Incarnation par Henri de Baudéan-Parabère.
À la suite de la Révolution, des réparations urgentes ont été effectuées de 1805 à 1819.
C'est en 1905 que la flèche est érigée et en 1913 que l'église est classée Monument Historique à l'exception de la flèche.
En 2016, l'église Saint-Héray a été plusieurs fois vandalisée et a même été victime d'un incendie criminel le 2 novembre 2016 à l'intérieur, entrainant de grands travaux de restauration.

### L'Orangerie
Ce long bâtiment à deux niveaux en pierre et brique de style Louis XIII, ancienne dépendance de l'ancien château des Baudéan-Parabère - une dame de Parabère fut maîtresse de Philippe d'Orléans, régent de France - puis des Carvoisin, fut construite de 1632 à 1634 par Nicolas Tillon, maître-maçon de Richelieu (37).
Un jardin à la française avec grand canal au sud devant les deux pavillons y fut créé.
S'ensuivit en 1842 la démolition quasi totale du château médiéval que les vues du XIXe siècle montrent cerné de douves en eau, dont subsistent quelques bâtiments, le plus important étant l'ancienne orangerie et ses deux pavillons symétriques qui, vendus à d'autres personnes, échappèrent à ce sort ; mais en 1925 l'orangerie fut partiellement démontée pour être transportée outre-Atlantique, chose qui fut interrompue par l’État.
Vestiges visibles du mobilier de la demeure, le tableau d'Abel Grimou Le Marquis d'Artaguiette en buveur (début XVIIIe siècle) ainsi qu'un ensemble de lambris peints du XVIIe siècle sont conservés au musée d'Agesci à Niort.
Restaurée à partir de 1997 et agrémentée d'un jardin à la française créé sur ce qui était devenu une cour, et d'un canal, l'ancienne orangerie est le théâtre de nombreuses manifestations culturelles et peut être aussi louée pour des évènements familiaux. L'exposition Nouvelles métamorphoses a présenté des œuvres de l'artiste contemporain Bernard Bourgeois en 2017.

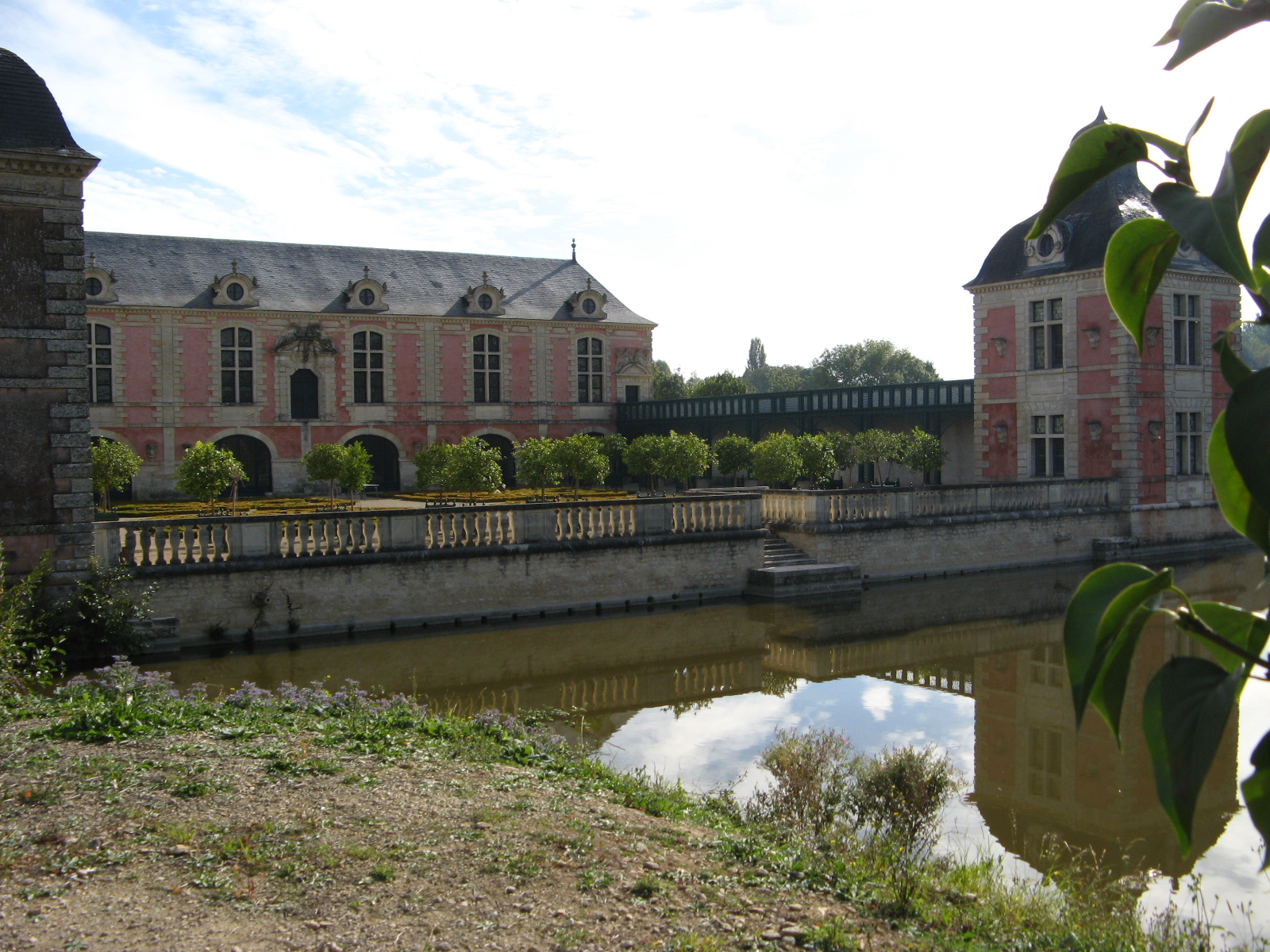
L'Orangerie, façade, canal et jardin à la française.

#### Chemins et sentiers de randonnée
Dame de Chambrille, vallée de la Sèvre, forêt de l'Hermitain à découvrir à pied ou en VTT. Topos-circuits au syndicat d’initiative au Moulin du Pont l'Abbé. En particulier le sentier remarquable qui permet de parcourir à pied La Mothe-Saint-Héray, du Moulin du pont l'Abbé à l'Orangerie.

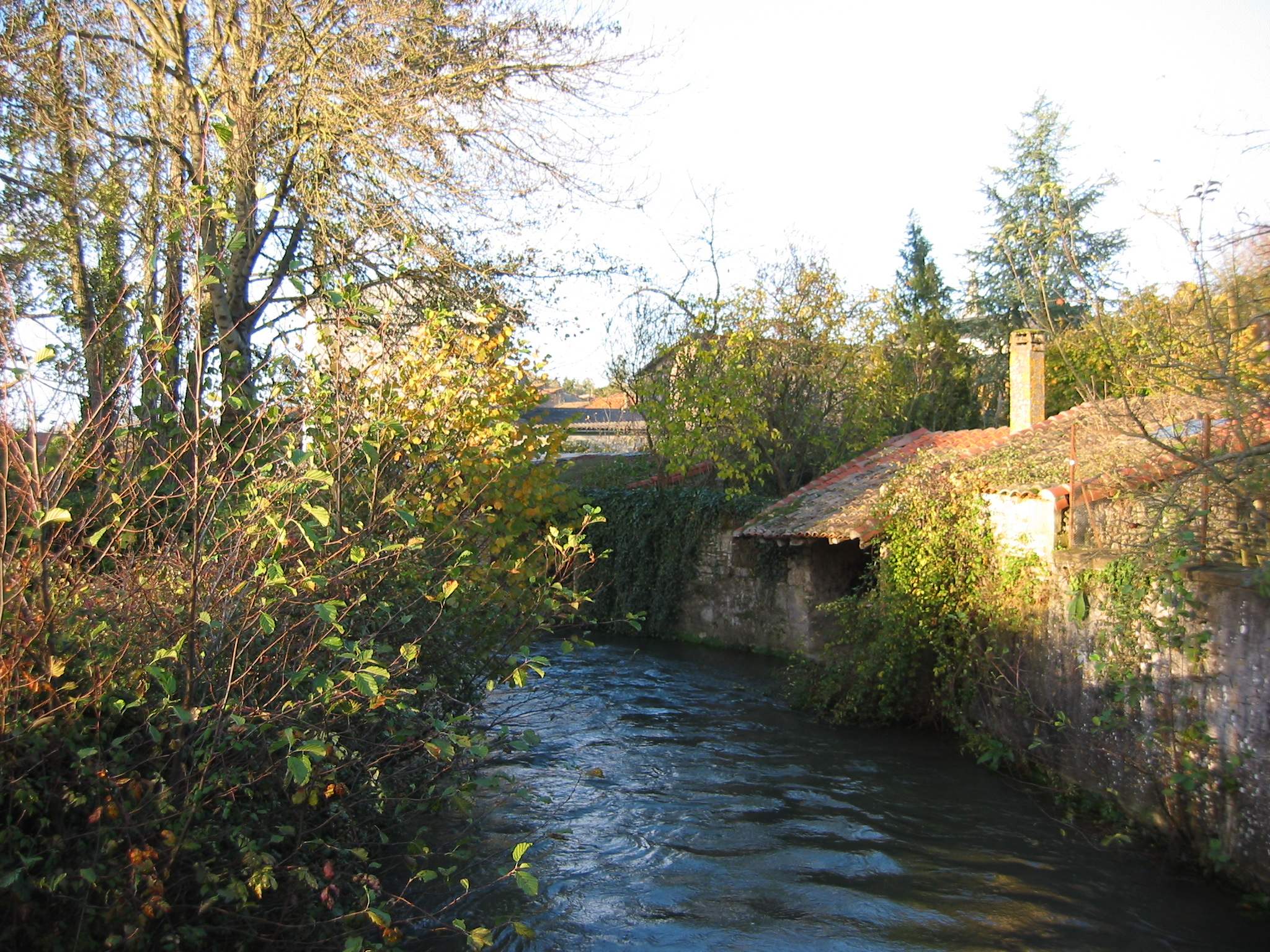
La Sèvre Niortaise vue d'une des passerelles du sentier.
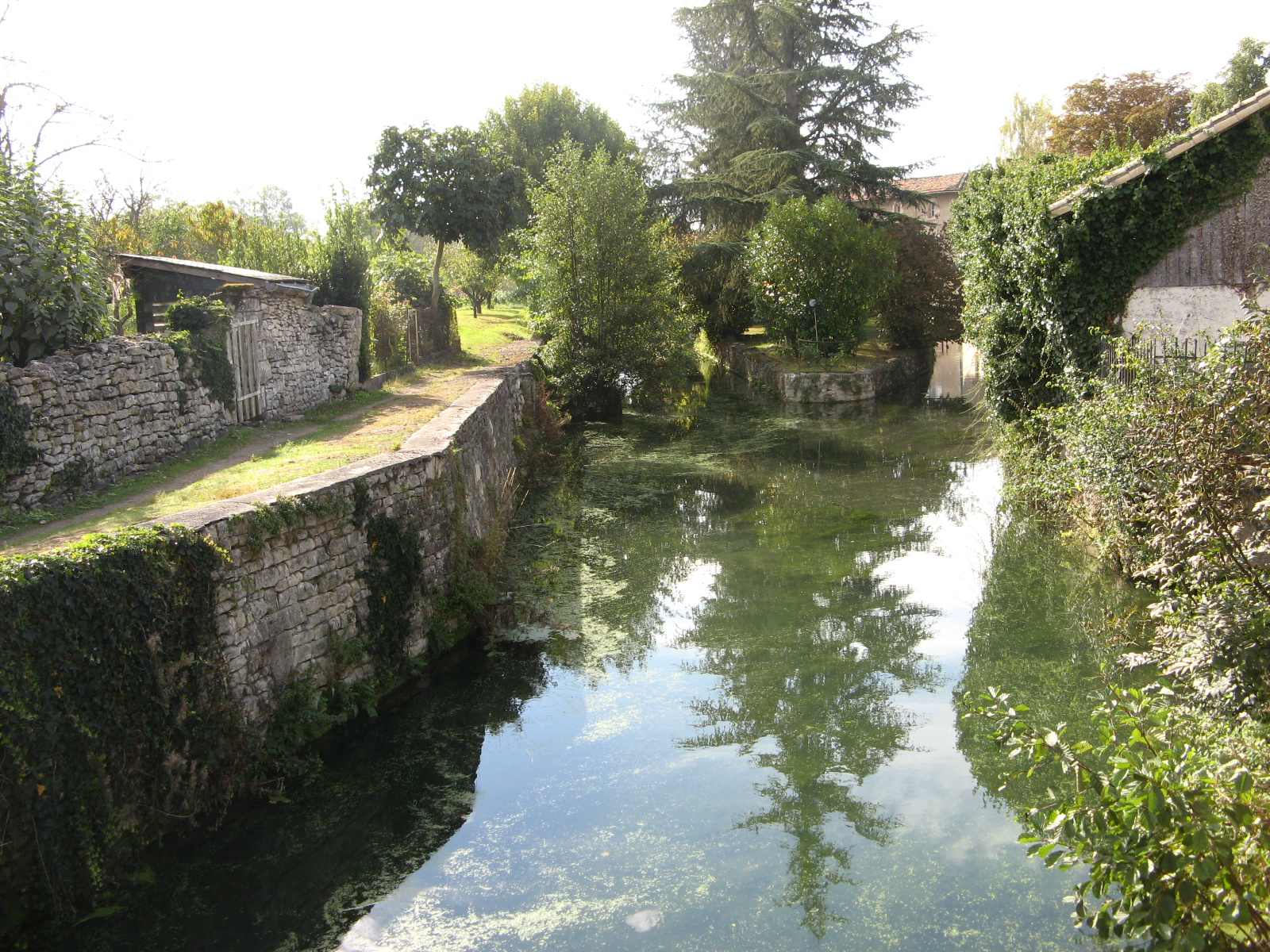
La Sèvre Niortaise près de l'Orangerie.

### Le moulin du Pont l'Abbé

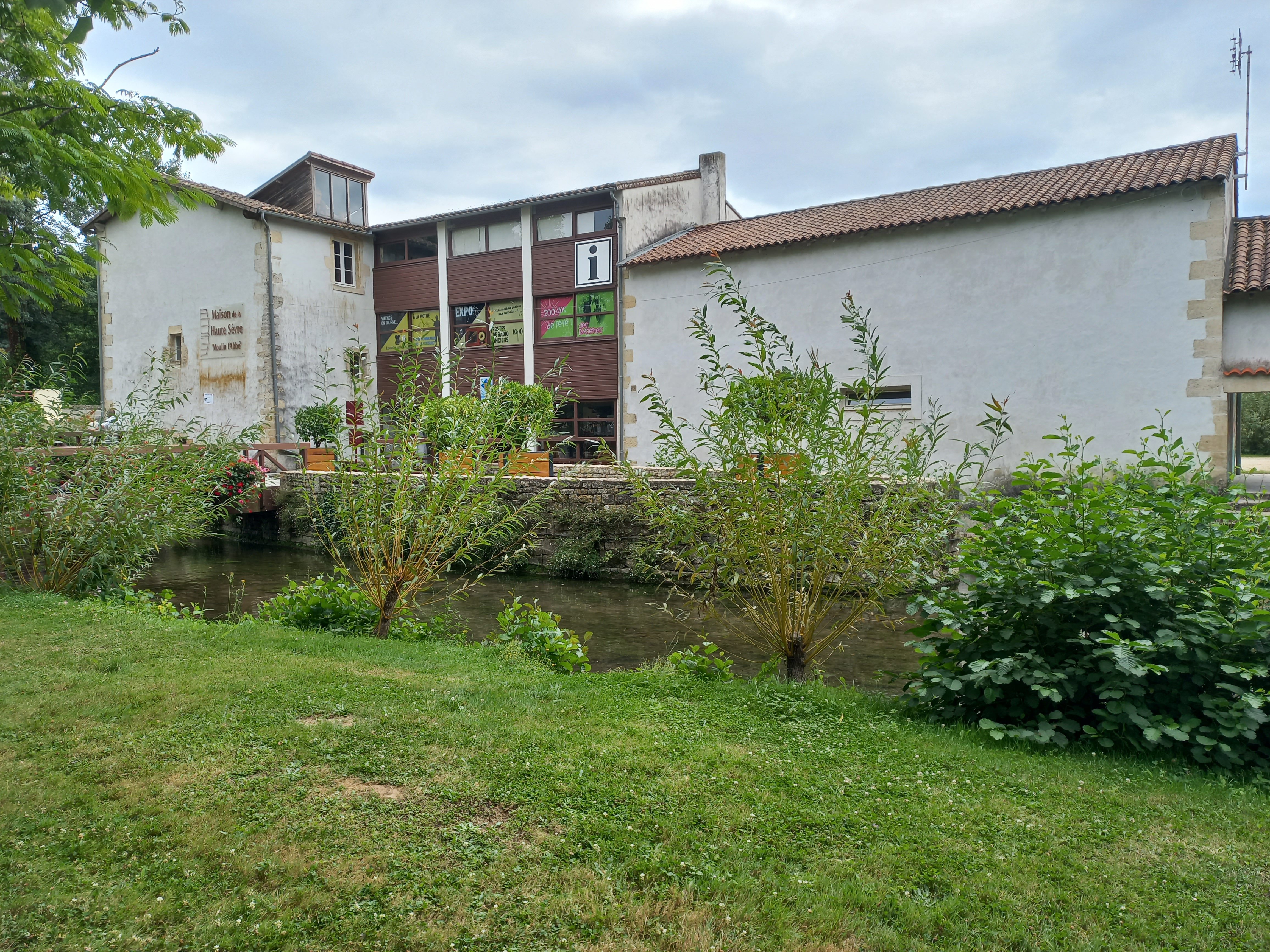
Le Moulin du Pont-l'Abbé à la Mothe-Saint-Héray.

Ce moulin dont on trouve trace dès le XIIe siècle, est un des nombreux moulins à eau qui étaient installés sur la haute Sèvre Niortaise. En 1809, lors des recensements des moulins, on comptait 17 moulins sur la commune de La Mothe-Saint-Héray, 7 sur la commune d'Exoudun. Au XVIIe siècle et XVIIIe siècle, ces moulins produisaient, à partir des blés de grande qualité cultivés à proximité, une farine renommée (les minots). La farine regroupée à Bagnault et mise en sacs était transportée à dos d'âne au port de Niort. De là, elle était acheminée par bateau à Marans et à La Rochelle. Jusqu'au XVIIIe siècle, le moulin l'Abbé réduisait en poudre des écorces de chênes ou de châtaigniers. Ce tan était utilisé pour le tannage des peaux. Il fut transformé en moulin à blé au début du XVIIIe siècle. Agrandi au XIXe siècle, il suivit les progrès techniques de la meunerie et fut rénové par le meunier Ludovic Gelin entre 1911 et 1936.
Depuis 1990, le Moulin est devenu un musée et abrite sa minoterie toujours en état de marche et qui est d'ailleurs inscrit à l'inventaire des Monuments Historiques, des expositions temporaires, la salle des Rosières, une collection géologique ainsi qu'une collection de postes de radio.
On retrouve aussi la bibliothèque et un arboretum.

### Vallée de Chambrille

#### Légende de la Dame de Chambrille
Il était une fois près de la source du ruisseau de Chambrille un château, le castel de Fonquerré. Y vivait le châtelain Amaury qui ayant perdu sa femme ne vivait plus que pour sa fille Berthe. Dans le voisinage le château de Trémont était habité par Guy. Les deux jeunes gens tombèrent éperdument amoureux l'un de l'autre et tout serait allé pour le mieux, si le père de Berthe, Amaury n'avait décidé de la marier à un baron âgé, Tutebert de Chambrille, qui était un de ses amis.
Berthe en fille soumise à son père épousa donc Tutebert.
Cependant l'amour veillait et Berthe et Guy continuèrent de se voir en cachette sous les grands arbres et se séparaient « Quand l'aube blanchissait l'horizon au premier chant du coq du Payré ».
Ayant quelques soupçons, Tutebert se leva un matin avant le chant du coq et surprit les amants près du ruisseau. Tirant son épée il les poignarda.
Berthe, morte sur place, se transforma en rocher baptisé Dame de Chambrille, tandis que Guy mortellement blessé s'enfuit au fond de la vallée en perdant son sang goutte à goutte. Chaque goutte, dès qu'elle touchait le sol, se transformait en grenat. Son corps repose sous une dalle de pierre visible le long du ruisseau.

#### Vue panoramique des vallées des Grenats et de Chambrille

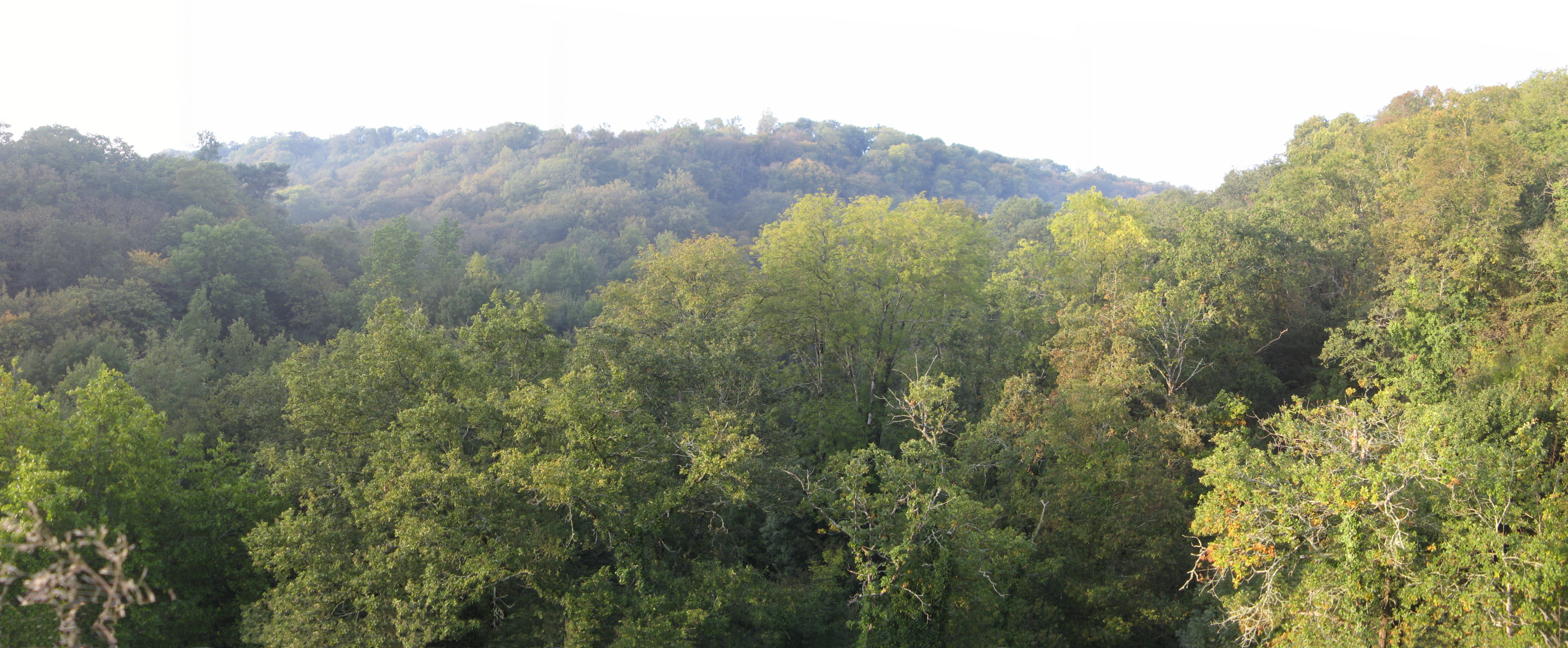
Panorama.
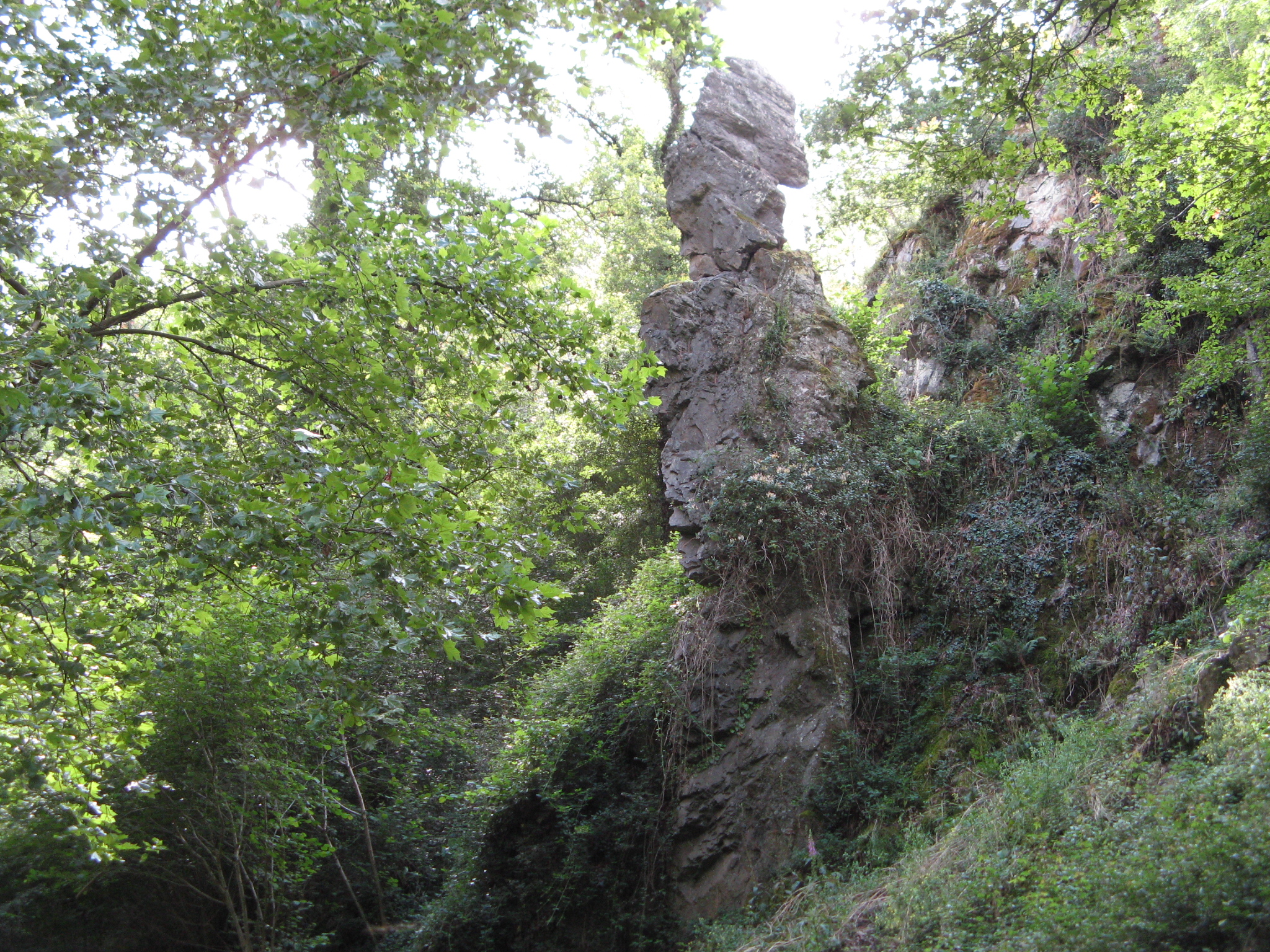
La Dame de Chambrille.
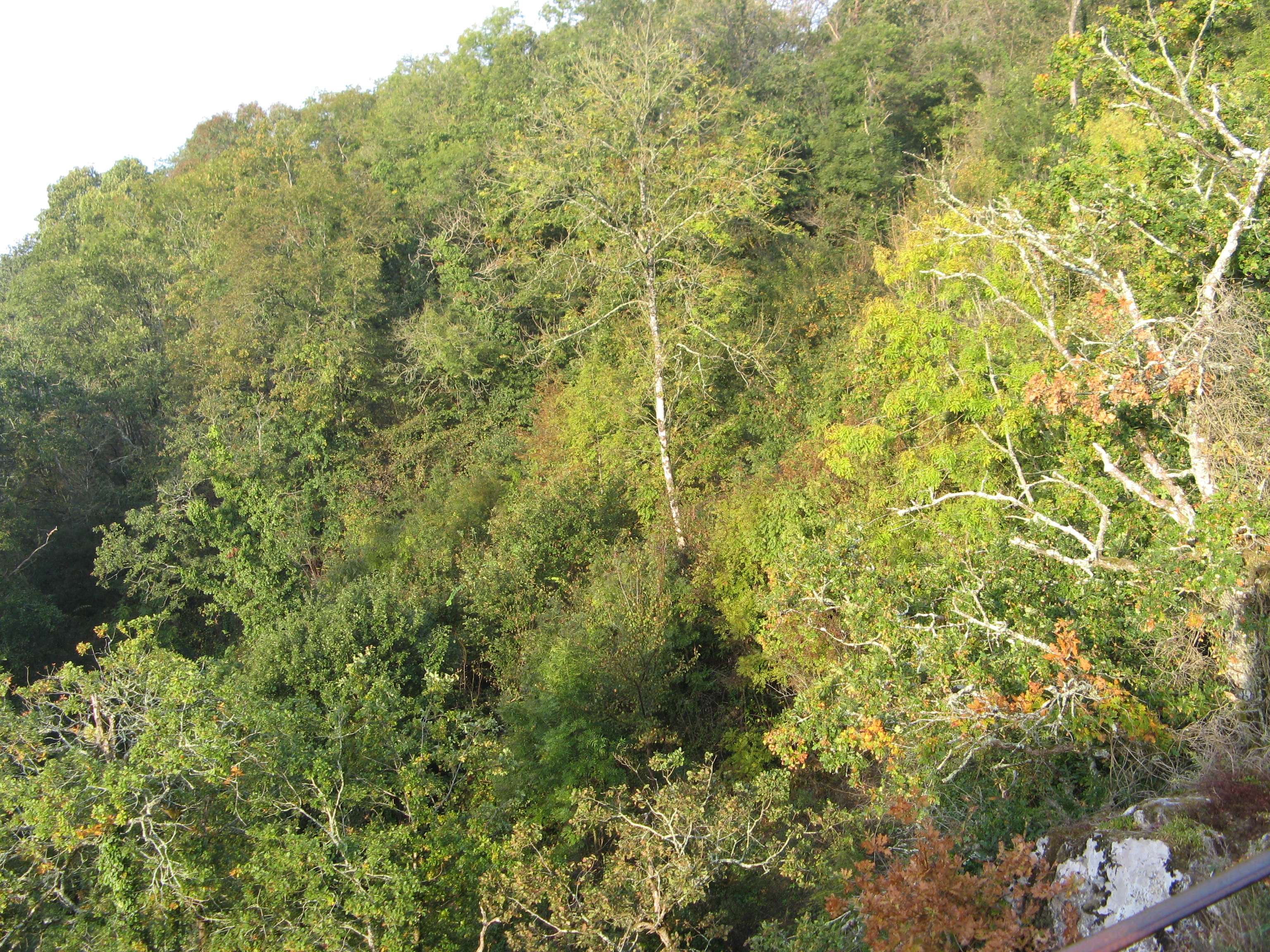
Vue du belvédère.
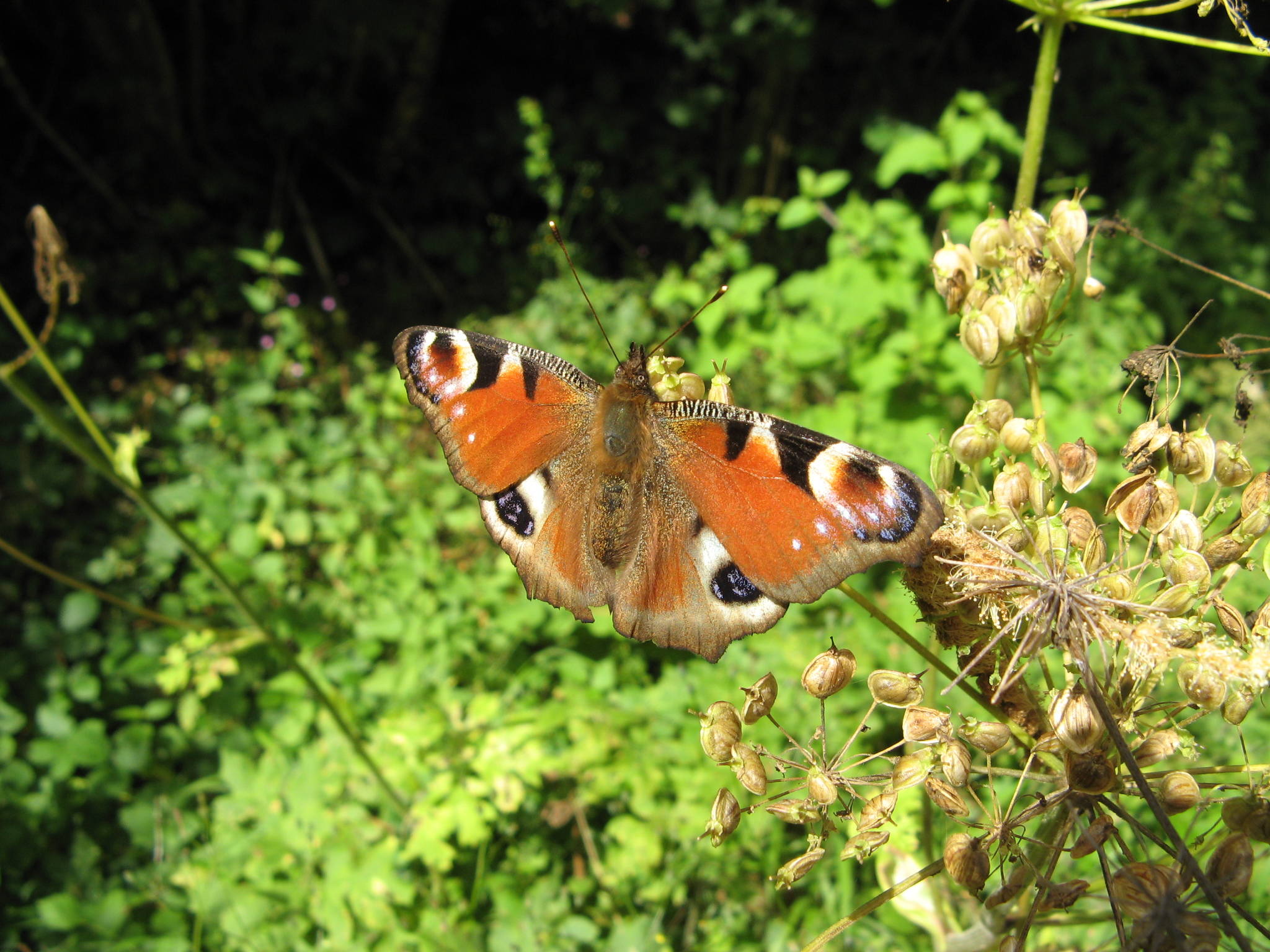
En remontant l'allée.
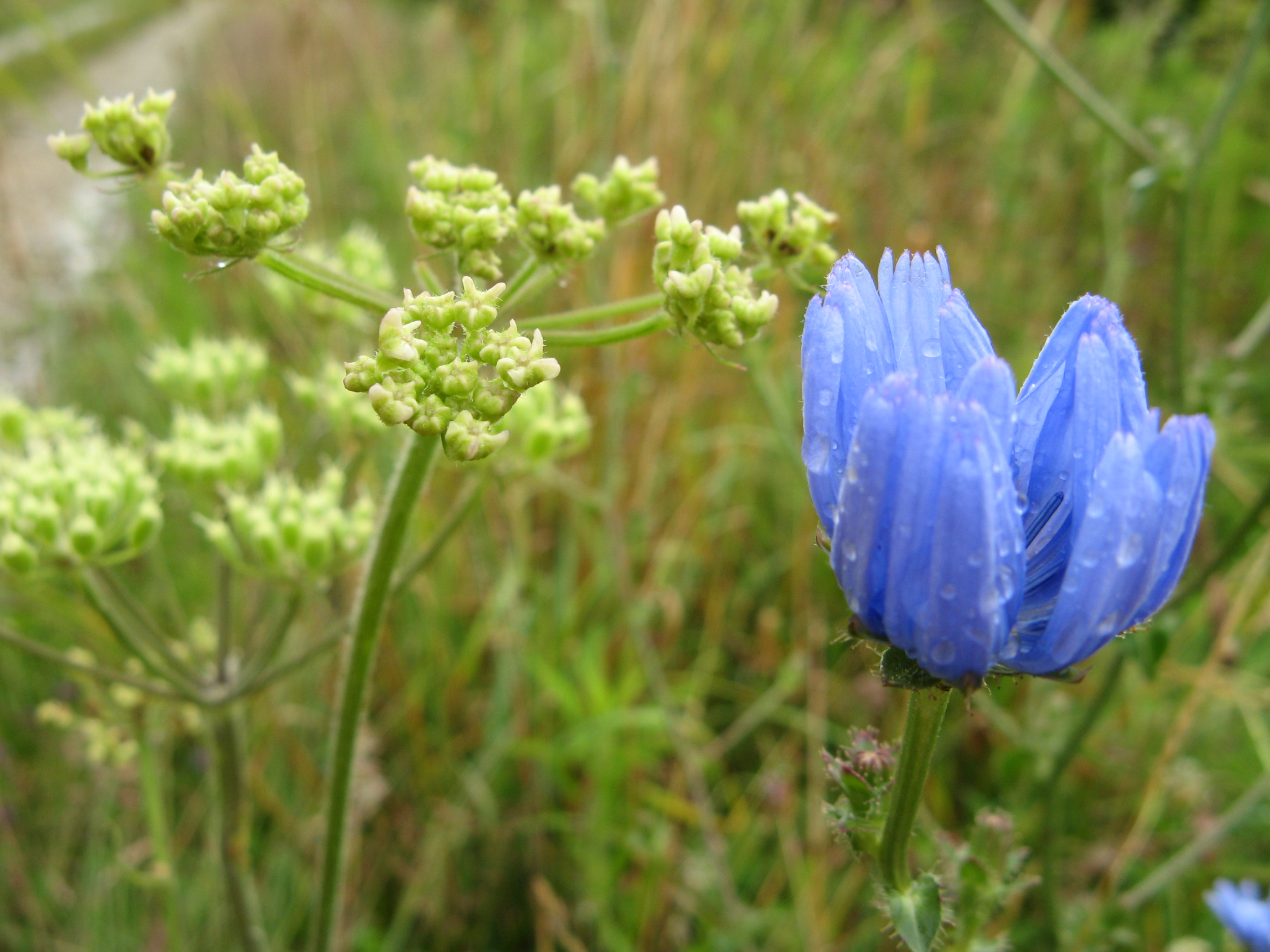
En chemin.
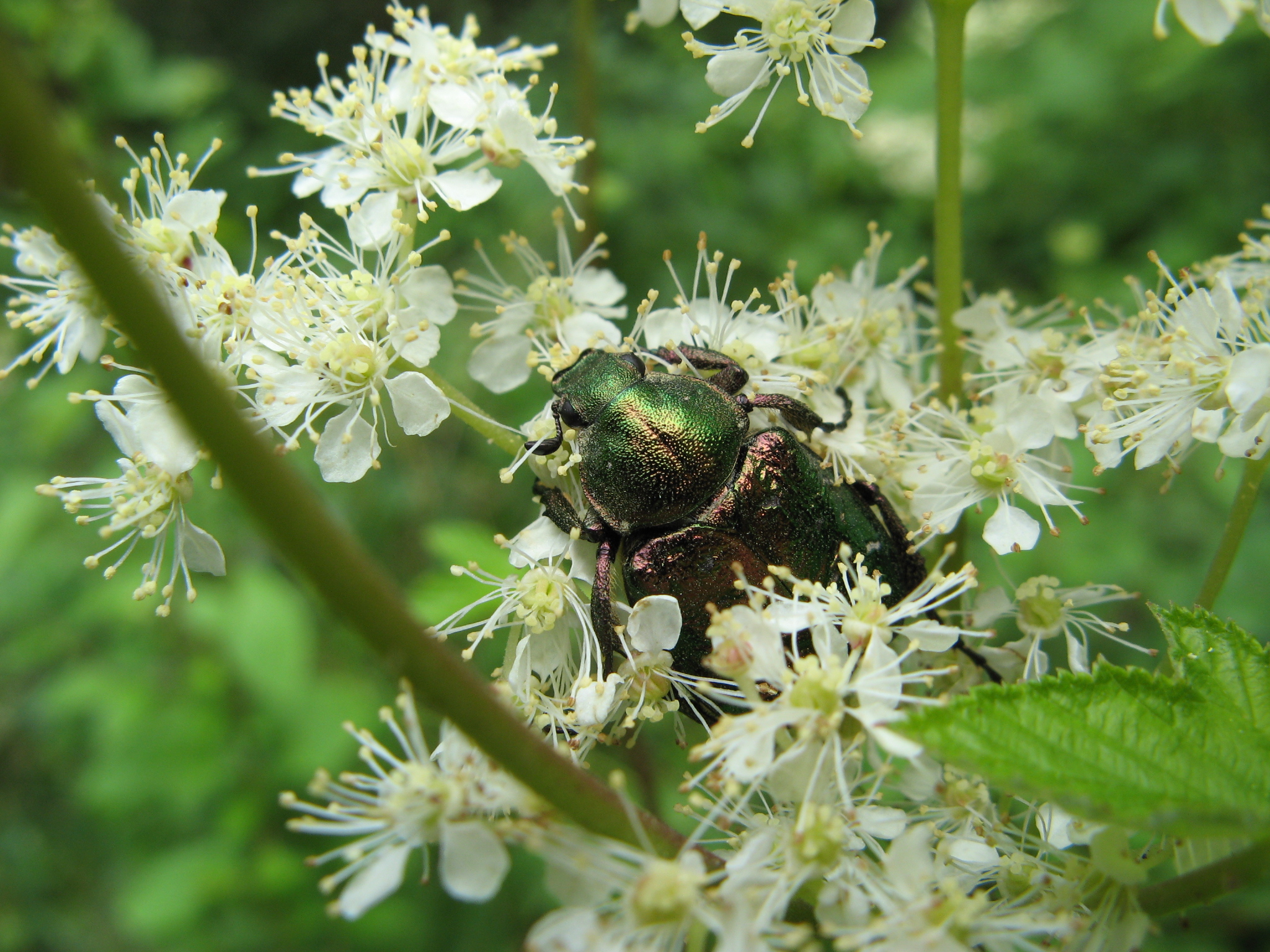
Rencontre.

### Forêt de l'Hermitain

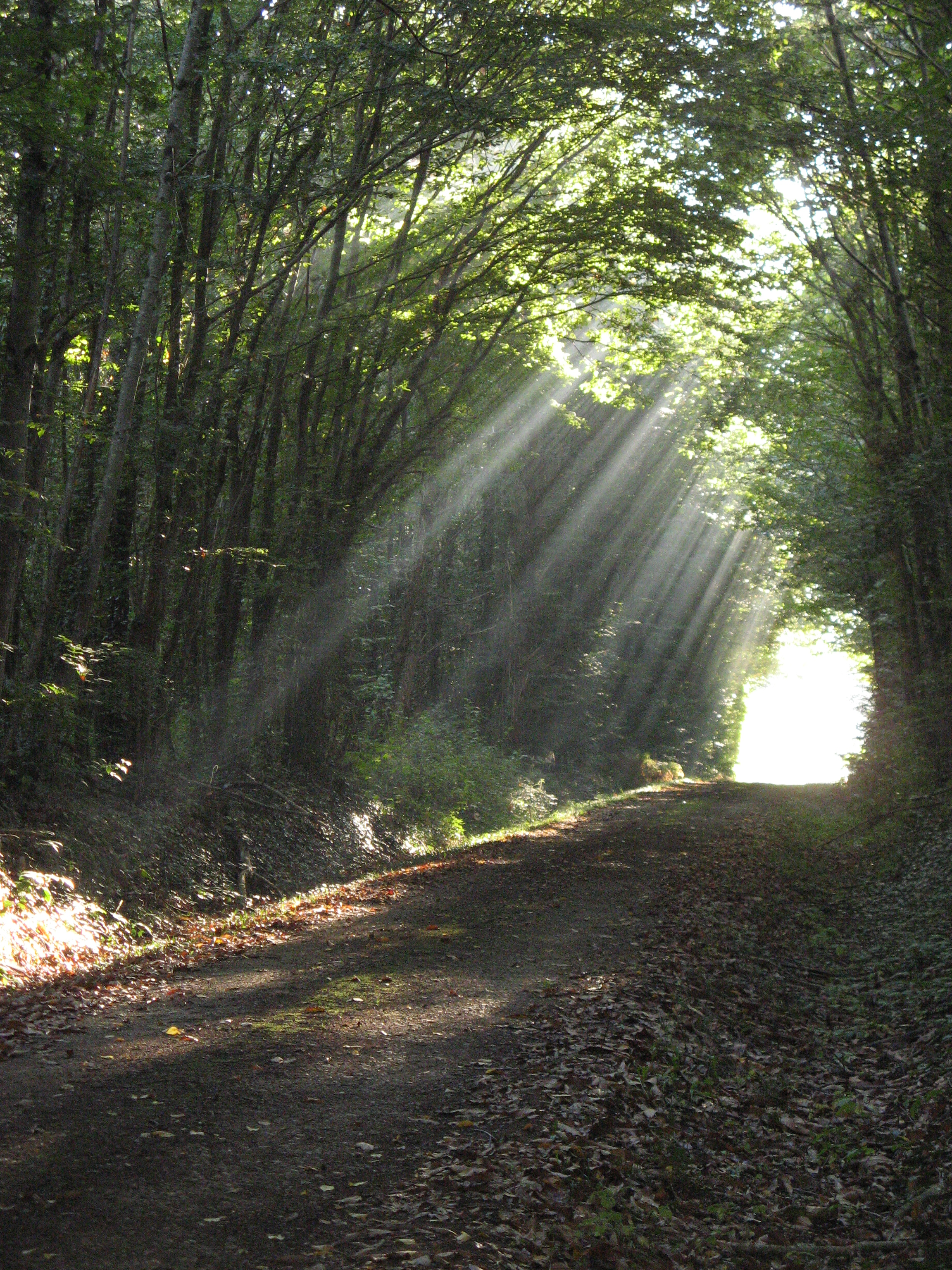
Allée.
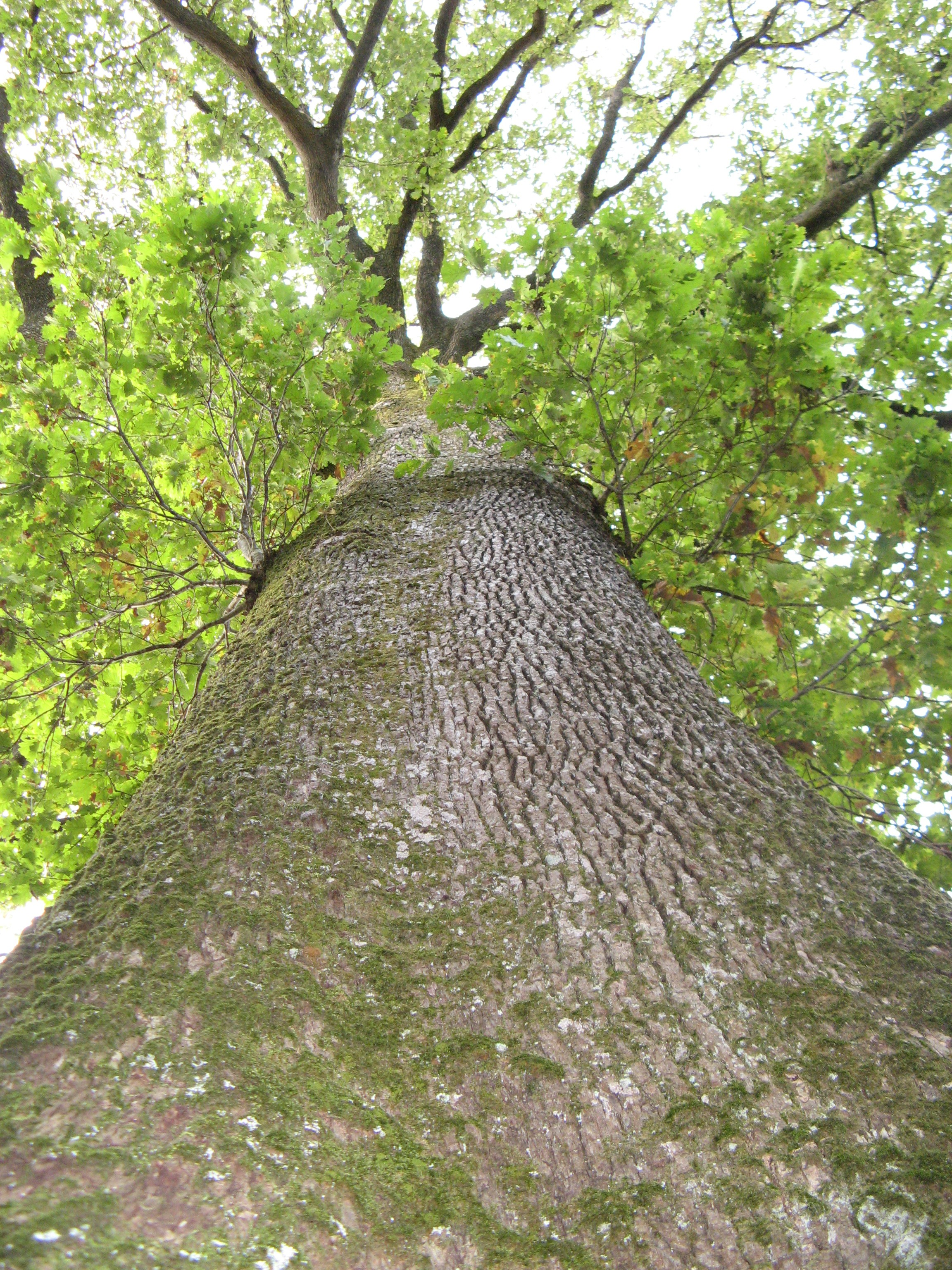
Le patriarche.

### Spécialités culinaires
Le Mothais sur Feuille est un fromage de chèvre des environs de La Mothe-Saint-Héray, reconnu comme Appellation d'Origine Contrôlée en novembre 2024. Sa production est de l'ordre de 300 tonnes. Il est de forme ronde (10 à 12 cm de diamètre), peu épais (3 à 4 cm ) et enveloppé d’une feuille de châtaignier. Son égouttage doux contribue à lui donner une bonne onctuosité.

## Personnalités liées à la commune
- Pierre Dubreuil-Chambardel, né le 10 février 1729 à La Mothe-Saint-Héray, mort le 14 novembre 1804 à Jazeneuil, homme politique, député des Deux-Sèvres.
- Abbé Jacques Jallet, né à La Mothe-Saint-Héray en 1732, mort à Paris en 1791 ; étant le premier prêtre à rejoindre les rangs du tiers-état, fut à l'origine en 1789 de la réunion des trois Ordres en une seule Assemblée (Jallet prêtre et député ; à ce titre il figure au premier plan du célèbre Serment du Jeu de Paume de David.
- Jacques Briault (1740-1808), homme politique né à La Mothe-Saint-Héray, député du tiers état aux États généraux de 1789.
- Charles Benjamin Chameau, né à La Mothe-Saint-Héray le 23 avril 1749, avocat au Parlement de Paris, qui, à sa mort en 1816, institua pour légataire universel l'établissement perpétuel de bienfaisance à l'origine de la fête des Rosières[35]. Ce dernier dote, chaque premier samedi de septembre, une ou plusieurs jeunes filles méritantes, dites rosières. Il fit bâtir en l'honneur de cette tradition la Maison des Rosières (1888-1889), au balcon de laquelle la ou les rosières apparaissent après les cérémonies de mariage.

Grâce à cette donation perpétuelle, cette tradition s'est maintenue à La Mothe-Saint-Héray et encore de nos jours, chaque premier week-end de septembre, a lieu la fête de la Rosière, qui dure trois jours ; ce serait désormais la dernière en France à comprendre dans les festivités populaires un véritable mariage (voir Rosière).

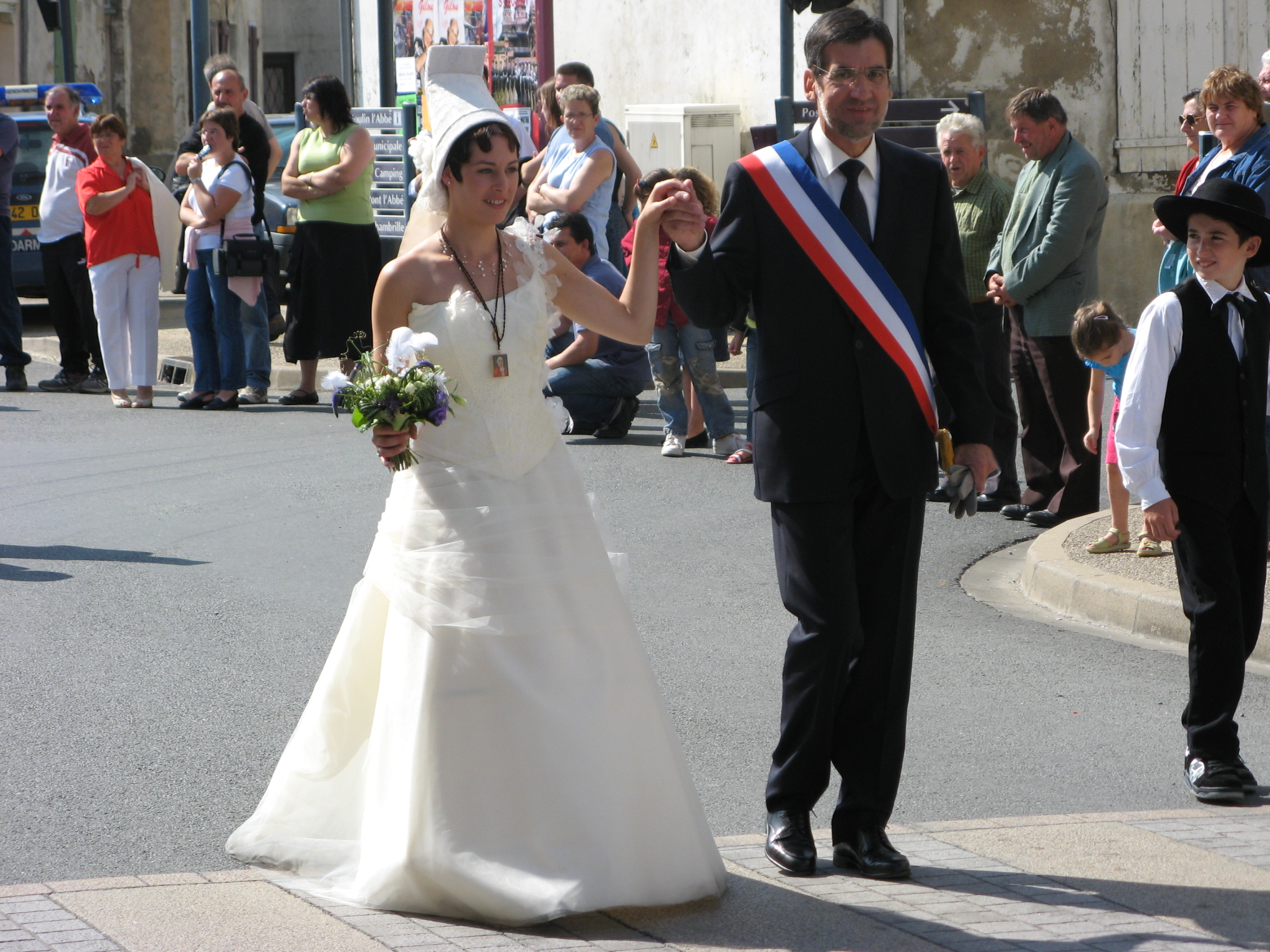
La Rosière 2007 au bras du maire.
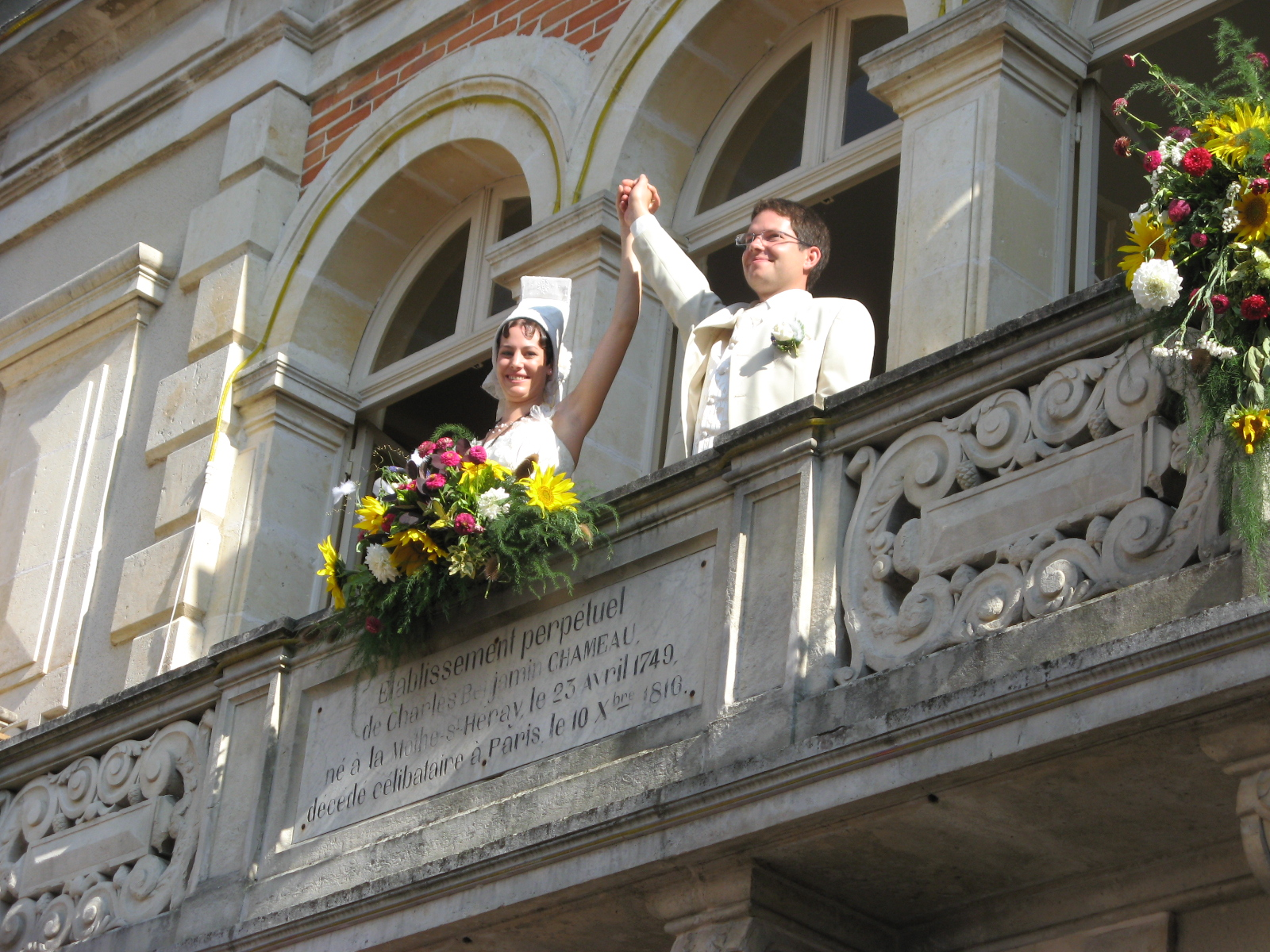
La Rosière 2007 et son mari au balcon de la maison des rosières.

- Jules François Richard, homme politique né le 1er janvier 1810 à La Mothe-Saint-Héray (Deux-Sèvres) et décédé le 10 juillet 1868 à La Mothe-Saint-Héray.
- Dr Pierre Corneille, né à Coulonges-sur-l'Autize en 1862 ; en 1890, il épousa la fille d'un médecin mothais, Isabelle Prouhet, et vint s'installer à La Mothe-Saint-Héray. Il se consacra à la dramaturgie et créa une troupe pour jouer en plein air, le "Théâtre Populaire Poitevin".
- Étienne Bergeret (1883-1939), né, mort et enterré à La Mothe-Saint-Héray, pasteur et missionnaire protestant en Nouvelle-Calédonie et au Cameroun.
- Ferdinand Rougier, député de la circonscription de Melle, né le 27 juin 1855 à La Mothe-Saint-Héray et mort le 15 novembre 1936 à La Mothe-Saint-Héray[36].

## Autres
La ville de La Mothe possède un club de foot appelé HVS94 (Haut Val de Sèvre) et un club de handball comprenant plus de 180 licenciés (Handball Mothais [HBM]). 13 équipes lors de la saison 2016-2017 : Babyhand dès 3 ans, moins de 9 (3 équipes), moins de 11 (2 équipes), moins de 13, moins de 15, moins de 17, une équipe loisir, une équipe seniors féminines et 3 équipes seniors masculines dont l'équipe fanion au niveau d'excellence régionale.